# Barsabiasz
Barsabiasz (zm. 337) – święty katolicki, męczennik, archimandryta.
Perski archimandryta Istahar (w okolicach Persepolis). Wojna z Bizancjum pociągnęła za sobą prześladowania chrześcijan ze strony króla Szapura II, który widział w nich stronników wrogiego imperium. Barsabiasz w grupie jedenastu towarzyszy został ścięty.
Jego wspomnienie obchodzone jest 21 czerwca.